# سارا میشل گلر
سارا میشل گلر (به انگلیسی: Sarah Michelle Gellar) (زاده ۱۴ آوریل ۱۹۷۷ در نیویورک) بازیگر آمریکایی است. او در فیلم‌هایی مثل جیغ ۲ و من می‌دانم در تابستان گذشته چه‌کار کردی بازی کرده‌است.

## فیلم‌شناسی
فهرست فیلم‌هایی که  سارا میشل گلر در آن‌ها به ایفای نقش پرداخته است :
- جیغ ۲ (۱۹۹۷)
- من می‌دانم در تابستان گذشته چه‌کار کردی (۱۹۹۷)
- او همه چیز تمام است (۱۹۹۹)
- با مقاصد بی‌رحمانه (۱۹۹۹)
- به سادگی غیرقابل مقاومت (۱۹۹۹)
- اسکوبی-دو (۲۰۰۲)
- کینه (۲۰۰۴)
- کینه ۲ (۲۰۰۴)
- اسکوبی-دو ۲ (۲۰۰۴)
- تی‌ام‌ان‌تی (۲۰۰۷)
- تسخیر (۲۰۰۹)
- بافی قاتل خون‌آشام‌ها (۱۹۹۷-۲۰۰۳)